# Juan de Afusia
Juan de Afusia (Juan de Constantinopla, Juan Homologuetés o Juan el Confesor) (f. 813) fue una abad del monasterio de Catari, en la Propontide, en Constantinopla. Fue encarcelado y torturado por el emperador León V el Armenio por defender el culto de las santas imágenes. Es venerado como santo por las iglesias católica y ortodoxa, festividad que se celebra el 18 y 27 abril.

## Biografía
Los datos que conocemos de Juan de Afusia no viene de un menologio griego, y fue recogida por el Cardenal Baronio cuando organizó el primer Martirologio Romano. Según este escrito, «era abad del Monasterio de los Catharos, y en tiempos del emperador León, por su defensa de las imágenes, fue desterrado», no sin exhortar a los Padres y Hermanos del monasterio a permanecer firmes en la fe ortodoxa. Permaneció en el exilio dieciocho meses, aprisionados los pies. Luego fue llevado a presencia del Emperador en triunfo, pero allí no se retractó de la doctrina, y luego de soportar más vejaciones fue relegado junto con otros a la isla de Afusia, donde murió al cabo de dos años y medio de sufrimientos.